# Lindernia cephalantha
Lindernia cephalantha é uma espécie botânica do gênero Lindernia pertencente à família Linderniaceae.